# جيوسبي اليسي
جيوسبي اليسي (بالإيطالية: Giuseppe Alessi)‏ (15 أبريل 1977 بتورينو في إيطاليا - ) هو لاعب كرة قدم إيطالي في مركز الوسط. لعب مع نادي تورينو ونادي ريجيانا 1919 ونادي سبيزيا ونادي ليفورنو ونادي نابولي وSSD Savoia 1908 FC ‏.

## وصلات خارجية
- جيوسبي اليسي على موقع قاعدة بيانات كرة القدم.إي يو (الإنجليزية)
- جيوسبي اليسي على موقع عالم كرة القدم.نت (الإنجليزية)